# Strays (álbum)
Strays es el cuarto álbum de estudio de la cantautora estadounidense Margo Price, publicado el 13 de enero de 2023 por Loma Vista Recordings. El álbum fue producido por Price con el músico Jonathan Wilson en su estudio Fivestar en Topanga Canyon, y presenta contribuciones de Mike Campbell (antes de Tom Petty and the Heartbreakers), Sharon Van Etten y Lucius.

## Promoción
Además de grabar el álbum, Price completó un libro de memorias, Maybe We'll Make It, publicado en octubre de 2022 por University of Texas Press. Price completó una gira de libros hasta noviembre de 2022 y luego abrió la gira 'Til the Wheels Fall Off en diciembre de 2022, con planes para promocionar Strays hasta marzo de 2023.
El sencillo principal, «Been to the Mountain», fue publicado el 25 de agosto de 2022. Cuando Price anunció el álbum en septiembre de 2022, también lanzó el segundo sencillo, «Change of Heart». Además, en noviembre de 2022, se lanzó un tercer sencillo, «Lydia»,  una canción que Price describió como “una conmovedora colección de palabras sobre la autonomía corporal y los derechos de las mujeres”.

## Lista de canciones
Todas las canciones escritas y compuestas por Margo Price y Jeremy Ivey, excepto donde esta anotado. 
| Lista de canciones de Strays |                                   |                                          |          |  |
| N.º                          | Título                            | Escritor(es)                             | Duración |  |
| 1.                           | «Been to the Mountain»            |                                          | 5:28     |  |
| 2.                           | «Light Me Up» (con Mike Campbell) |                                          | 5:05     |  |
| 3.                           | «Radio» (con Sharon Van Etten)    | Price, Sharon Van Etten                  | 2:49     |  |
| 4.                           | «Change of Heart»                 |                                          | 4:04     |  |
| 5.                           | «County Road»                     |                                          | 6:08     |  |
| 6.                           | «Time Machine»                    | Dillon Napier, Christopher Houston Denny | 2:46     |  |
| 7.                           | «Hell in the Heartland»           | Price, Lawrence Rothman                  | 4:28     |  |
| 8.                           | «Anytime You Call» (con Lucius)   | Ivey                                     | 3:48     |  |
| 9.                           | «Lydia»                           | Price                                    | 6:12     |  |
| 10.                          | «Landfill»                        |                                          | 5:34     |  |